# 邁克爾門
迈克尔门是斯洛伐克的布拉迪斯拉发唯一保留了的中世纪防御工事的城门，是最古老的城镇建筑之一。 建于公元1300年左右，其现在的形状是1758年巴洛克式重建的结果，圣迈克尔和龙的雕像也是此时置于塔顶的。 塔楼设有布拉迪斯拉发市武器博物馆。

## 外部連結
- Images of St Michael's Gate （页面存档备份，存于）
- 3D model of Michael's Gate